# Taurasi
Taurasi é uma comuna italiana da região da Campania, província de Avellino, com cerca de 2.749 habitantes. Estende-se por uma área de 14 km², tendo uma densidade populacional de 196 hab/km². Faz fronteira com Lapio, Luogosano, Mirabella Eclano, Montemiletto, Sant'Angelo all'Esca, Torre Le Nocelle.

## Demografia
| Variação demográfica do município entre 1861 e 2011                               |
|                                                                                   |
| Fonte: Istituto Nazionale di Statistica (ISTAT) - Elaboração gráfica da Wikipedia |